# Mystriophis
Mystriophis es un género de peces anguiliformes de la familia Ophichthidae.

## Especies
Se reconocen las siguientes especies:
- Mystriophis crosnieri
- Mystriophis rostellatus